# Ngaruawahia
Ngaruawahia egy város az új-zélandi Waikato régió területén.

## Fekvése
A város a Waikato folyó partján található, 19 km-re északra Hamilton városától.

## Történelme
A város fontos területnek számított a maori törzseknek, így nem meglepő, hogy az első maori királyt is itt koronázták meg. 1863-ban, a Rangiriri csatában a britek elfoglalták a települést. 1864-ben Queenstown-ra, 1870-ben Newcastle-re és 1877-ben Ngaruawahia-ra változott a város neve.

## Gazdaság
Ngaruawahia kereskedelmileg fejlett volt, hiszen a Waipa és a Waikato folyók mentén közlekedő gőzhajók egyik kikötőjeként szolgált. A 19. században a városban működött sörfőzde, liszt-, len- és fűrészmalom, továbbá téglagyár is. Felmerült a lehetőség, hogy Új-Zéland új fővárosává váljon, de az 1880-as években összeomló gazdasága miatt ez nem következett be.
Manapság a nyugati hegyoldalakon juhokat legeltetnek, valamint elterjedt a házisertés-tenyésztés is, melyek helyben feldolgoznak.

## Éghajlat
| Hónap                         | Jan. | Feb. | Már. | Ápr. | Máj. | Jún. | Júl. | Aug. | Szep. | Okt. | Nov. | Dec. | Év   |
| ----------------------------- | ---- | ---- | ---- | ---- | ---- | ---- | ---- | ---- | ----- | ---- | ---- | ---- | ---- |
| Átlagos max. hőmérséklet (°C) | 23,6 | 24,0 | 22,6 | 20,0 | 16,9 | 14,6 | 14,0 | 14,8 | 16,3  | 17,9 | 19,9 | 21,8 | 18,8 |
| Átlaghőmérséklet (°C)         | 18,7 | 19,0 | 17,7 | 15,3 | 12,4 | 10,3 | 9,5  | 10,4 | 12,0  | 13,6 | 15,4 | 17,1 | 14,3 |
| Átlagos min. hőmérséklet (°C) | 13,8 | 14,1 | 12,9 | 10,6 | 8,0  | 6,0  | 5,0  | 6,1  | 7,7   | 9,3  | 10,9 | 12,4 | 9,7  |
| Átl. csapadékmennyiség (mm)   | 86   | 80   | 98   | 99   | 120  | 138  | 140  | 129  | 115   | 107  | 103  | 109  | 1324 |
| Forrás:                       |      |      |      |      |      |      |      |      |       |      |      |      |      |

## Turizmus
Ngaruawahiába már az 1890-es években is rendeztek regattákat, és manapság is minden év márciusában megrendezésre kerül, hatalmas tömegeket vonzva a városba.

## Sport
A város futballcsapata hivatalosan az Ngaruawahia United, de az új-zélandi első osztályban szereplő Waikato FC is itt játssza otthoni mérkőzéseit.